# Hikawa-jinja
À ne pas confondre avec les Hikawa-jinja d'Akasaka et de Shibuya.

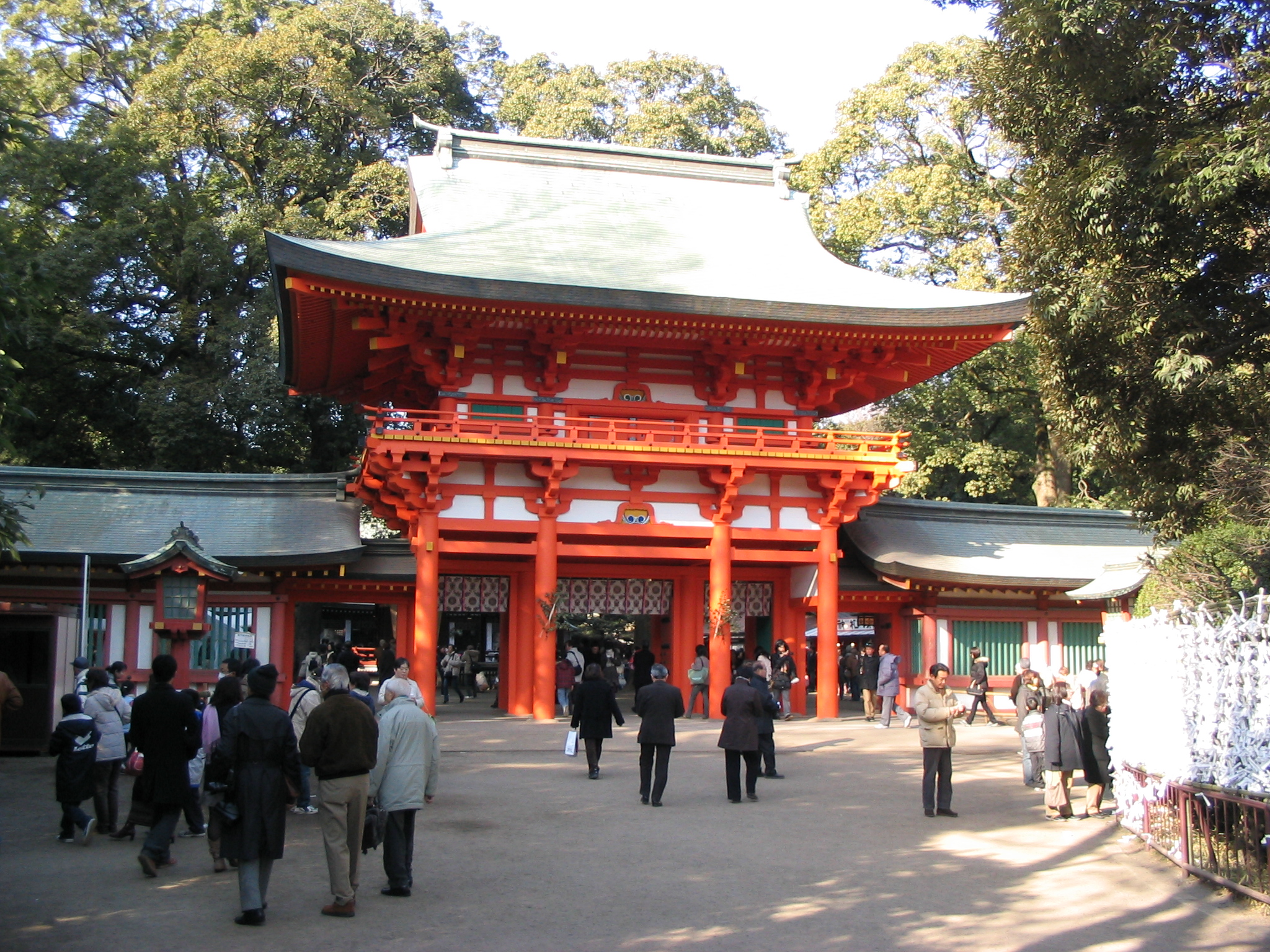
Cour intérieure du sanctuaire Hikawa.

Le sanctuaire Hikawa (氷川神社, Hikawa-jinja), situé dans le quartier d'Ōmiya, à Saitama , au Japon, est un sanctuaire shinto. Il ne doit pas être confondu avec le sanctuaire du même nom, dans la même préfecture, se trouvant à Kawagoe.

## Présentation
Disposant de trois toriis en bois, à son entrée, le sanctuaire Hikawa aurait plus de mille cinq cents ans d'histoire. Il est l'ichi-no-miya de Musashi et un des chokusaisha. Avant l'année 1946, il fut un des kanpei-taisha.
Autour du sanctuaire se trouvent un grand parc possédant de nombreux cerisiers japonais ainsi qu'un zoo et un musée.
Pas moins de deux cent quatre-vingt-dix sanctuaires affiliés existent à travers le Japon. Tous nommés « Hikawa », ils vouent un culte aux trois divinités de la religion shintō : Susanoo, frère d'Amaterasu, la déesse du soleil, son épouse Kushinadahime et Ōkuninushi, le maître du monde invisible des esprits et de la magie.
La ville d'Ōmiya, devenue une partie de Saitama, en 2001, et dont le nom signifie littéralement « grand sanctuaire », lui doit son nom.